# Hungersnöden i Etiopien 1983–1985

Etiopiens läge, med gränser före Eritrea blev självständigt 1993.

Hungersnöden i Etiopien 1983–1985 var en svältkatastrof som drabbade Etiopien. Under den perioden hade fem provinser – Gojjam, Eritrea, Hararghe, Tigray och Wollo –  låg nederbörd. Samtidigt användes en stor del av statsbudgeten till bekämpning av olika uppror. I de södra delarna fanns Oromo Liberation Front (OLF). 1984 meddelade Etiopiens president Mengistu Haile Mariam att 46 % av Etiopiens BNP skulle användas till militära ändamål och skapa den största armén i Afrika söder om Sahara. Samtidigt minskades satsningarna på vården från 6 % av statsbudgeten 1973/1974 till 3 % 1990/1991.
Dödssiffror på över en miljon har ofta nämnts, men hungersnödsexperten Alex de Waal har kritiserat FN för siffrorna. De har "absolut ingen vetenskaplig grund" och använder fakta som representerar "en trivialisering och avhumanisering av mänsklig misär". Ändå är omfattningen väl dokumenterad. Förutom att hundratusentals personer svalt ihjäl, blev miljontals människor utblottade.
Katastrofens omfattning ledde till välgörenhetssingeln "Do They Know It's Christmas?" 1984 och konserterna Live Aid i juli 1985 (som gav $100m). De gav hungersnöden en större internationell uppmärksamhet och internationellt stöd. De Waal menar dock att, "De humanitära insatserna förlängde kriget, och med det, mänskligt lidande."

## Bakgrund
Etiopiens ekonomi var baserad på jordbruk: nästan halva BNP, 60 % av exporten, och 80 % av den totala sysselsättningen finns i jordbruket.
1973 inträffade en hungersnöd i Wollo som uppskattningsvis dödade 40-80 000 personer, de flesta boskapsskötare ur den marginaliserade folkgruppen afar samt arrendatorer från oromo, vars jord hade beslagtagits av rika personer och kejsar Haile Selassie.  
Trots försök att hemlighålla svälten, läckte rapporter ut som underminerade regeringens legitimitet och fungerade som en samlingspunkt för oliktänkande. 1974 störtades Haile Selassie av en grupp marxistiska soldater, kända som Derg. De skapade Bistånds- och återanpassningkommissionen (RRC) för att förhindra nya svältkatastrofer och för att kollektivisera jordbruket. RRC fick till en början större frihet än andra myndigheter, främst på grund av starka band till utländska donatorer och kvalitén på viss personal. Det resulterade i att upproret började spridas till Etiopiens andra administrativa regioner.
Runt 1976 hade upproren spritt sig till alla Etiopiens 14 administrativa regioner.[källa behövs] Röda terrorn (1977–1978) medförde en ständig försämring av det ekonomiska tillståndet i Etiopien, liksom politiska åtgärder riktade mot landsbygden. 1975 års reformer stoppades och Agricultural Marketing Corporation (AMC) fick i uppdrag att skaffa billig mat från bönderna för att blidka landsbygdsbefolkningen. De låga priserna på spannmål bromsade  produktionen och många bönder fick köpa spannmål för att möta AMC:s kvot. Invånare i Wollo, som fortsatt svalt, tvingades betala en "svälthjälpsskatt" till AMC ända fram till 1984. Derg införde också reserestriktioner för att begränsa bönderna i att delta i annan verksamhet, såsom (små)handel och flyttning till annat arbete, ett viktigt inkomsttillskott. Systemet med statsgårdar, en stor arbetsgivare för säsongsarbetare, kollapsade och ledde till att uppskattningsvis 500 000 bönder i norra Etiopien förlorade stora delar av sin inkomst. Att sälja spannmål genom grossistverksamhet blev olagligt i stora delar av Etiopien, och antalet försäljare minskade från mellan 20 000 och 30 000 till 4 942 under årtiondet efter revolutionen.
PRC förändrades då regeringen blev alltmer auktoritär. Direkt efter bildandet publicerade dess teknokrater en rapport om hungersnöd. Men under 1980-talet hade Derg äventyrat deras uppdrag. RRC började skapa en arbetsstyrka i byarna, med arbetslösa från statliga gårdar och jordbruksscheman, men då motståndsrörelsen växte, fick RRC även ansvar för ett påtvingat omflyttningsprogram. Då stöd kom från internationella hjälporganisationer, delade RRC ut mat till statskontrollerade milisgrupper, i framför allt Eritrea och Tigray. De uppmuntrade också internationella  hjälpprogram i regioner med överskott i spannmålsproduktionen, så att AMC kunde samla in matrester. Hungersnöden beskrev man som enbart ett resultat av torka och överbefolkning - inte den väpnade konflikten. Man påstod också att hjälpen kom fram till alla offer.

## Hungersnöd
Under början och mitten av 1980-talet ledde hungersnöd i två olika regioner i Etiopien till flera studier, där man försökte koppla en hungersnöd till en annan, medan vissa talade om en enda hungersnöd. Hungersnöden i sydost förvärrades av Dergs kamp mot OLF. De flesta medier talar dock om "Hungersnöd i Etiopien under 1980-talet" som egentligen är flera hungernödskatastrofer 1983-1985 i med centrum i Tigray och norra Wollo, som även drabbade Eritrea, Begemder och norra Shewa. Levnadsstandarden i dessa områden hade minskat sedan 1977 som en "direkt följd" av Dergs jordbrukspolitik. En annan bidragande faktor var etiopiska statens omflyttningsprogram, som ingick i krigföringen. "Etiopiska staten blev den stora dödsorsaken," noterade en amerikansk journalist då han undersökte en stor studie om hungersnödens orsaker.
|              | E. Tigray | N. Wollo | N. Begemder |
| ------------ | --------- | -------- | ----------- |
| Nov/Dec 1981 | 100       | 50       | 40          |
| Nov/Dec 1982 | 165       | 65       | 55          |
| Nov/Dec 1983 | 225       | 90       | 45          |
| Nov/Dec 1984 | 300       | 160      | 70          |
| Jun/Jul 1985 | 380       | 235      | 165         |

Trots att PRC menade att man förutspått svälten, fanns så sent som under tidigt 1984 väldigt lite data som tyder på en ovanligt svår matbrist. Efter två stora torkperioder vid 1970-talets slut, noterades förhållandena under 1980 och 1981 av RRC som "normala" och "över normal".  1982 års skörd var den största någonsin, förutom i centrala och östra Tigray.  RRC uppskattade antalet personer "med risk" för hungersnöd ökade till 3,9 miljoner 1983 från 2,8 miljoner 1982, vilket var mindre än 1981 års uppskattning till 4,5 miljoner. I februari och mars 1983 kom de första tecknen på hungersnöd, då fattiga bönder började be om mat och RRC fick revidera sina bedömningar. Skörden efter huvudskörden (meher) 1983 var den tredje största, och den enda allvarliga bristen noterades i Tigray. Till följd av detta sjönk spannmålspriserna i de två norra regionerna Begemder och Gojjam. Men hungersnöden återkom till Tigray. RRC meddelade i maj 1984 att bristen på kort regn (belg) orsakade katastrofal torka, men däremot inte att belg-grödarna från en fjärdedel av skörden kom där belg föll, men inte i större delar av Tigray. En kvantitativ mätning av svält handla om spannmålspriser, vilka visar höga priser i östra och centrala Tigray, vilka spreds utåt efter att 1984 års skörd slagit fel.
Ett stort slag mot Etiopiens ekonomi var inbördeskriget, med en rebellrörelse stödd av USA som slogs mot den av Sovjetunionen stödda Dergregeringen. Detta skadade ekonomin, och gjorde det svårare för regeringen att handskas med problemet.
Vid mitten av 1984 stod det klart att ännu en våg av torka och följande hungersnöd hade börjat drabba stora delar av norra Etiopien, medan staten stod oförmögen att lindra krisen. Läget med en skörd som nästan helt slagit fel i norra Etiopien förvärrades av stridigheter i och kring Eritrea, vilket hindrade hjälp att nå fram. Fastän internationella hjälporganisationer gjorde stora försök att hjälpa till, ledde ihållande torka och dålig säkerhet i norr till fortsatt nöd, samt svårigheter för biståndsarbetarna. Under sent 1985 förutspåddes ännu ett år av torka, och under tidigt 1986 hade hungersnöden spridit sig till delar av södra högländerna, där uppskattningsvis 5,8 miljoner personer var i behov av mathjälp. 1986, förvärrade gräshopporna problemet.
Global fördunkling, hindrandet av solljus av människoskapade partiklar, PM10, har identifierats som orsaken till en decennielång torka i subsahariska Afrika, inklusive Etiopien.

## Omvärldens hjälp
Etiopiska statens problem att handskas med krisen ledde till internationellt engagemang. Även många som stödde den etiopiska regimen motsatte sig deras politik med att undanhålla matleveranser till rebellområdena. Blandningen av hungersnöd och inbördeskrig hade då försatt Etiopiens ekonomi i ett kollapsliknande tillstånd.
Det huvudsakliga statliga arbetet var att flytta bönder i drabbade områden i norr till de södra delarna. 1985 och 1986 flyttades 600 000 personer, många under tvång, från sina hem och gårdar av militären, och fördes till olika områden i söder. Många bönder flydde hellre än att flyttas; och många av dem återvände senare hem. Människorättsorganisationer menade att tiotusentals bönder dog som ett resultat av tvångsomflyttningen.
En annan statlig plan, orsakade inte bara på grund av hungersnöd utan även brist på säkerhet, att från tidigt 1985 tvångsförflytta bönder till planerade byar, med vatten, skolor och sjukvård. Många bönder flydde hellre. Dessutom misslyckades staten i många fall med att bistå med utlovad service. I stället för att öka jordbrukets produktivitet, ledde det till minskad matproduktion. Projektet avbröts 1986, men återupptogs senare.

### Internationell hjälp

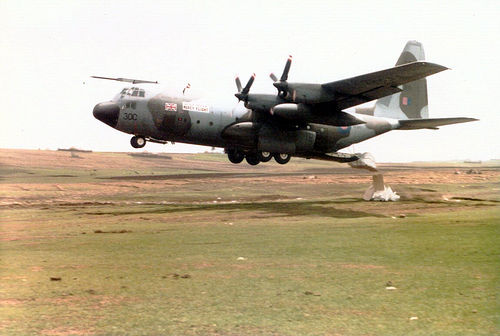
RAF:s C-130-flygplan matbombar 1985.

Nästan åtta miljoner personer blev offer för hungersnöden under torkan 1984, och över en miljon personer dog. Samma år (23 oktober), blev ett nyhetsteam på BBC först att dokumentera hungersnöden, som Michael Buerk beskrev som en "biblisk hungersnöd under 1900-talet" och det "närmaste man kan komma ett helvete på jorden". Reportaget chockade Storbritannien, och motiverade dess befolkning att rikta världens uppmärksamhet mot Etiopien.
I januari 1985 började RAF matbomba från Hercules C-130-flygplan. Andra länder, inklusive Sverige, Västtyskland, Polen, Kanada, USA och Sovjetunionen var inblandade i den internationella hjälpen.

### Live Aid

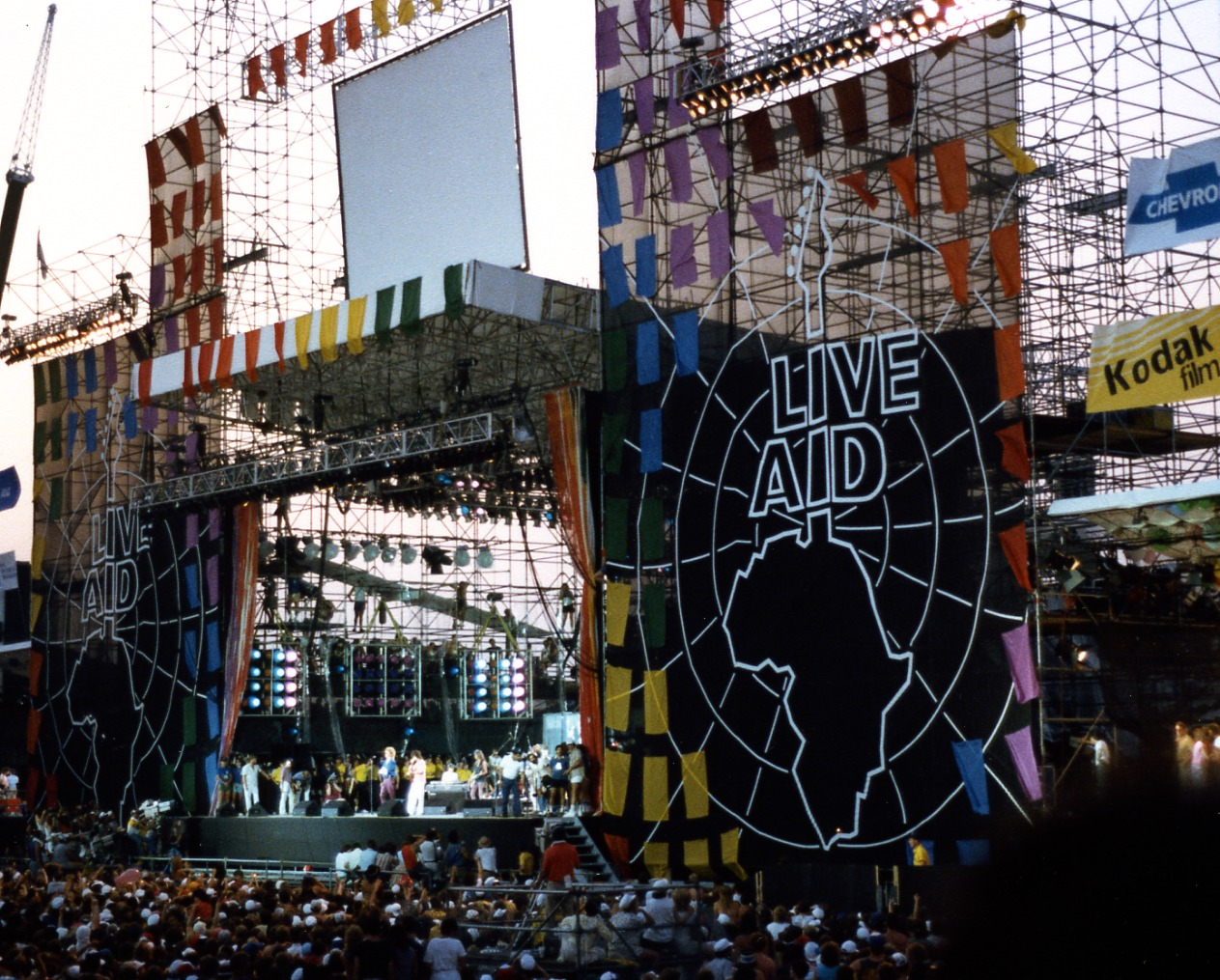
Rockkonsert i Philadelphia 1985 till förmån för svältdrabbade.

Live Aid, en enorm välgörenhetskonsert arrangerad 1985 av Bob Geldof (som också startat välgörenhetsgruppen Band Aid föregående år), fick miljontals personer i västvärlden att ge pengar och uppmuntra sina regeringar att delta i hjälparbetet i Etiopien. Viss del av hjälpen gick också till drabbade områden i Eritrea. Evenemanget var en av de mest sedda tv-sändningarna i historien, med över 400 miljoner tittare världen över.

### Biståndspengar och rebellgrupper
Den 3 mars 2010 publicerade Martin Plaut från BBC uppgifter om att miljontals biståndspengar spenderades på att köpa vapen av Tigrayan People's Liberation Front, en rebellgrupp som försökte störta den etiopiska regeringen. Rebellsoldater meddelade att de var utklädda till köpmän för att "lura icke-statliga organisationer". Reportaget citerade också ett CIA-dokument om att bistånd "nästan säkert var  avsett för militära ändamål". En rebelledare uppskattade siffran till 95 miljoner US-dollar.  Plaut menade också att andra inflytandet över icke-statliga organisationer var under Derg-militärjuntans kontroll. Vissa journalister menade att Derg använde pengar från Live Aid och Oxfam för att finansiera tvångsomflyttning av minst 3 miljoner människor, varav mellan 50 000 och 100 000 dödades. Dessa rapporter motbevisades senare av Band Aid och efter en sju månader lång undersökning, fann BBC att deras rapportering varit missvisande om Band Aid-pengarna och också innehöll många sakfel och brist på bevis:
Efter klagomål från Band Aid Trust the BBC har undersökt dessa uttalanden, och drog slutsatsen att det inte fanns några bevis för dem, varför de inte borde ha sänts. BBC bad om ursäkt utan förbehåll till Band Aid Trust för den vilseledande och orättvisa bild som målades upp.

### Fotnoter
1. ↑  Webb and von Braun (1994), p. 25
2. 1 2  de Waal (1997), p. 112
3. ↑  Webb and von Braun (1994), p. 35
4. ↑  Webb and von Braun (1994), p. 29
5. ↑  de Waal (1991), p. iv
6. ↑  BBC-h2g2-A447266 "Band Aid and Live Aid", BBC - h2g2, 2000
7. ↑  de Waal (1997), p. 127
8. ↑  Ethiopia: Economy Arkiverad 15 december 2018 hämtat från the Wayback Machine., CIA World Factbook, 2009
9. ↑  de Waal (1997), pp. 106-109
10. ↑  de Waal (1997), pp. 110-111
11. ↑  de Waal (1997), pp. 111-112
12. ↑  Clay & Holcomb 1986, 189.
13. ↑  Lucinda Fleeson, The Philapdelphia Enquirer, March 23, 1986
14. ↑  de Waal (1997), p. 115
15. ↑  de Waal (1997), pp. 113-114
16. ↑  Transcript of the program "Dimming the Sun" from NOVA, Public Broadcasting Service sändningsdatum: 18 april 2006
17. ↑  Harvey, Oliver (24 oktober 2009). ”Band Aid saved me but 25 years later my country is still hungry”. The Sun (London). http://www.thesun.co.uk/sol/homepage/features/2697835/New-plea-for-help-from-face-of-Ethiopia-famine.html. Läst 17 juni 2010.
18. ↑  ”1984: Extent of Ethiopia famine revealed (Video)”. BBC News. 22 oktober 2009. http://news.bbc.co.uk/1/hi/in_depth/8315248.stm. Läst 18 juni 2010.
19. ↑  Dowden, Richard (17 mars 2010). ”'Get real, Bob - buying guns might have been better than buying food': After Geldof's angry outburst, an expert on Africa hits back”. Mail Online (London). http://www.dailymail.co.uk/debate/article-1257735/Get-real-Bob--buying-guns-better-buying-food.html. Läst 18 juni 2010.
20. ↑   Horisont 1984. Bertmarks
21. ↑  ”In 1984 Eritrea was part of Ethiopia, where some of the song's proceeds were spent”. Arkiverad från originalet den 12 maj 2009. https://www.webcitation.org/5ghdX7JA4?url=http://www.alertnet.org/thenews/newsdesk/IRIN/d6750ff7c1236f1e21669b2af53797c3.htm. Läst 8 maj 2009.
22. ↑  Plaut, Martin. 3 mars 2010, BBC World Service, "Ethiopia famine aid 'spent on weapons'". CIA-rapporten är tillgänglig på CIA:s webbplats Freedom of Information Act, http://www.foia.cia.gov Arkiverad 27 maj 2010 hämtat från the Wayback Machine. , sök på "Ethiopia" och bläddra till sektionen 1984/1985 för dokumentet "Ethiopia: Security and Political Impact of the Drought"
23. ↑  Rieff, David (24 juni 2005). ”Cruel to be kind?”. The Guardian (London). http://arts.guardian.co.uk/live8/story/0,16066,1513359,00.html.
24. 1 2 3  ECU Ruling: Claims that aid intended for famine relief in Ethiopia had been diverted to buy arms Arkiverad 22 januari 2011 hämtat från the Wayback Machine. på BBC
25. ↑  BBC Apologizes Over Erroneous Live Aid Weapons Story Arkiverad 7 december 2010 hämtat från the Wayback Machine.